# Есам ел Хадари
Есам Камал Тауфик ел Хадари (арап. عصام الحضري, романизовано Essam Kamal Tawfiq El-Hadary; Дамијета, 15. јануар 1973) бивши је египатски фудбалер који игра на позицији голмана. Највећи део играчке каријере провео је у редовима Ал Ахлија из Каира са којим је током 12 сезона освојио чак осам титула националног првака, 4 титуле победника националног купа и 4 титуле победника Афричке лиге шампиона. Једну сезону играо је и у швајцарском Сиону са којим је освојио трофеј Купа Швајцарске. 
За сениорску репрезентацију Египта дебитовао је још 1996. године и са 159 наступа у дресу са државним тимом трећи је играч свих времена у репрезентацији. Са репрезентацијом је освојио 4 титуле победника Купа афричких нација. Играо је и на два турнира Купа конфедерација (1999. и 2009), а на светским првенствима дебитовао је у Русији 2018. где је са 45 година био убедљиво најстарији играч првенства.
Амерички специјализовани спортски сајт Bleacher Report уврстио га је на листу „50 најбољих афричких фудбалера свих времена”.